# (385185) 1993 RO
(385185) 1993 RO — транснептуновый объект класса плутино.
Это был первый плутино в поясе Койпера обнаруженный после Плутона (за день до 1993 RP и за два дня до (15788) 1993 SB). Открытие было сделано в 1993 году в обсерватории Мауна-Кеа с помощью 2,2-метрового телескопа. Об объекте известно очень мало. Его диаметр (по оценке ≈90 км), основан на предположительном альбедо — 0,09.